# Barry Sloane
Barry Paul Sloane (Liverpool, 10 de febrero de 1981) es un actor de cine y televisión inglés, más conocido por haber interpretado a Niall Rafferty en la serie de televisión Hollyoaks.

## Biografía
Barry está casado con la  diseñadora Katy O'Grady, quien quedó en cuarto lugar en la serie Project Catwalk. La pareja tiene una hija, Gracie Bluebell Sloane (2010).

## Carrera
Barry se entrenó como músico y actor antes de obtener su primer papel profesional en la película  In his Life: The John Lennon Story donde interpretó a Ivan en el 2000.
Entre el 2003 y el 2007 apareció en películas como Pleasureland, The Mark of Cain y en I'm a Juvenile Delinquent, Jail Me!
En diciembre del 2007 se unió como personaje recurrente a la exitosa serie británica Hollyoaks donde interpretó al malvado Niall Rafferty, hijo de Myra McQueen, hasta el 2009, después de que su personaje se suicidara tirándose de un acantilado.
En el 2010 apareció como invitado en series populares como The Bill, Casualty donde interpretó a Davey Blair un viejo amigo del doctor Lenny Lyons. También apareció en la serie Doctors donde interpretó al narcotraficante Brett Sullivan, y en Holby City donde dio vida al médico militar Kieran Callaghan, quien se fue con Donna Jackson. Ese mismo año apareció en la miniserie dramática DCI Banks: The Aftermath donde interpretó al pícaro Jacki Wray.
Entre el 2009 y el 2011 interpretó al hombre duro del campo Troy Whitworth en la obra Jerusalem junto a Mackenzie Crook.
En el 2012 apareció en el thriller Penthouse North. Ese mismo año se unió al elenco de la segunda temporada de la serie estadounidense Revenge donde interpretó a Aiden Mathis, un hombre relacionado al pasado de Emily (Emily VanCamp), durante las temporadas 2 y 3.
En el 2014 se unió al elenco de la serie The Whispers donde interpretó a Wes Lawrence, un exagente del FBI.
En febrero del 2016 se anunció que se uniría al elenco principal de la nueva serie militar Six donde dará vida al soldado John "Bear" Graves, el líder del equipo "Seal Team Six".
En el año 2019 y 2022 prestó su voz al Capitán John Price en el reboot de la popular saga Call of Duty y su secuela  Modern Warfare 2.

## Filmografía
| Cine       | Cine                                | Cine              | Cine                                 |
| Año        | Película                            | Rol               | Notas                                |
| ---------- | ----------------------------------- | ----------------- | ------------------------------------ |
| 2000       | In His Life: The John Lennon Story  | Ivan              |                                      |
| 2003       | Pleasureland                        | Darren            |                                      |
| 2004       | I'm a Juvenile Delinquent, Jail Me! | Piers             |                                      |
| 2007       | The Mark of Cain                    | Soldado Glynn     |                                      |
| 2012       | Penthouse North                     | Chad              |                                      |
| 2012       | Gotham                              | Boyo              |                                      |
| 2014       | Noé                                 | Líder Poacher     |                                      |
| Televisión |                                     |                   |                                      |
| Año        | Título                              | Rol               | Notas                                |
| 2007-2009  | Hollyoaks                           | Niall Rafferty    | 85 episodios                         |
| 2008       | Hollyoaks Later                     | Niall Rafferty    | 4 episodios                          |
| 2010       | Casualty                            | Davey Blair       | Episodio "Dark Places"               |
| 2010       | The Bill                            | Josh Hunt         | Episodio "Duty Calls"                |
| 2010       | Doctors                             | Brett Sullivan    | Episodio "Bleeding"                  |
| 2010       | DCI Banks                           | Jackie Wray       | Miniserie                            |
| 2010-2011  | Holby City                          | Kieran Callaghan  | 8 episodios                          |
| 2012-2014  | Revenge                             | Aiden Mathis      | Elenco principal (Temporada 2,3 y 4) |
| 2014       | The Whispers                        | Wes Lawrence      | Elenco principal                     |
| 2017       | Six sail                            | Joe "Bear" Graves | Elenco principal                     |
| 2025       | The Sandman                         | Destrucción       |                                      |

### Teatro
| Año              | Obra           | Personaje      | Director      | Teatro                        | Notas                                                    |
| ---------------- | -------------- | -------------- | ------------- | ----------------------------- | -------------------------------------------------------- |
| 2006             | Blood Brothers | Sammy          | Willy Russell | West End                      | -                                                        |
| 2009, 2010, 2011 | Jerusalem      | Troy Whitworth | Ian Rickson   | Royal Court/Music Box Theatre | junto a Mark Rylance, Geraldine Hughes & Mackenzie Crook |

### Videojuegos
| Año  | Título                               | Personaje       | Notas                                    |
| ---- | ------------------------------------ | --------------- | ---------------------------------------- |
| 2019 | Call of Duty Modern Warfare (2019)   | Cpt. John Price | prestó su voz y modelo para el personaje |
| 2022 | Call Of Duty Modern Warfare 2 (2022) | Cpt. John Price | Modelo y voz del personaje               |

## Premios y nominaciones
| Año  | Premio                     | Categoría             | Trabajo nominado | Resultado |
| ---- | -------------------------- | --------------------- | ---------------- | --------- |
| 2008 | National Television Awards | Most Popular Newcomer | Hollyoaks        | Nominado  |
| 2008 | British Soap Award         | Villano del año       | Hollyoaks        | Nominado  |
| 2009 | British Soap Award         | Villano del año       | Hollyoaks        | Nominado  |